# Amparo do São Francisco
Amparo do São Francisco é um município brasileiro no interior do estado de Sergipe. O município faz parte da mesorregião do Leste Sergipano e da microrregião de Propriá. Sua população estimada em 2019, segundo o IBGE foi de 2374 habitantes, sendo portanto o município menos populoso de todo o estado de Sergipe. Sua área mede apenas 35,330 km² e situa-se na região hidrográfica do São Francisco.

## História
Não existem muitos registros a respeito do surgimento do município; as informações históricas vêm de estórias passadas de geração em geração pelos seus habitantes. Na localidade de Urubu do Baixo (hoje cidade de Propriá) havia uma grande fazenda chamada Campinhos pertencente ao Capitão Antonio Rodrigues da Costa Dória (membro da primeira Comarca de Propriá).
Em 1855, João da Cruz Freire, filho de donos de engenho, recebe sua herança com a morte do pai e compra parte das terras da fazenda Campinhos, as batizando posteriormente de fazenda Amparo. Dedica-se à criação de gado e lavouras nas novas terras, anos depois casa-se com dona Francisca Senhorinha, descendente de uma família portuguesa e recebe a patente de Capitão da Guarda Nacional. Posteriormente, doa área de terras para a construção de uma igreja dedicada a Nossa Senhora do Amparo. Com o passar do tempo, foram chegando algumas famílias, que decidiram construir suas casas às margens do riacho Jaguaribe, entre a lagoa Salgada e o local onde hoje funciona a Fazenda Jaguaribe.
A localidade cresceu e tornou-se um povoado vinculado à cidade de Propriá. Entre 1937 a 1947 sua jurisdição foi transferida à cidade de Canhoba, retornando a Propriá por influência política do deputado Martinho Guimarães, natural daquela cidade.
Em 1953, Amparo passa a atender os requisitos mínimos da Lei Orgânica dos municípios da época, para sua elevação à categoria de município. O político militante Epaminondas Freire (neto de João da Cruz Freire) e o deputado Martins Dias Guimarães encabeçam a luta em prol da emancipação política do povoado. Em 25 de novembro de 1953 a Assembleia Legislativa do Estado de Sergipe aprova a lei estadual nº 525-A que desmembra o povoado Amparo da cidade de Propriá, tornando-o município. Em 6 de fevereiro de 1954, pela lei estadual n° 554, o então município de Amparo passou a denominar-se Amparo de São Francisco. As primeiras eleições municipais ocorreram em 6 de outubro de 1954, sendo Leonel Vieira da Silva seu primeiro prefeito.
Em 2021, o município teve uma mudança de nome de Amparo de São Francisco, e passou a chamar-se Amparo do São Francisco.

### Invasão do bando de Lampião
No ano de 1937, dez membros do bando de Lampião (dentre eles os cangaceiros Volta Seca, Boca Preta, Canário e Pancada) invadiram a cidade de madrugada. Muitos moradores se esconderam nos arrozais a beira do rio. Entravam nas casas exigindo dinheiro, e invadiram as propriedades das pessoas importantes da cidade como Franklin Freire (filho de João da Cruz Freire, fundador de Amparo). A intenção era sequestrar o proprietário, dando um prazo para o resgate que caso não fosse pago, resultaria em sua morte; mas o sobrinho de Franklin, Adão Freire, propôs ir no lugar do tio, o que foi aceito. No entanto antes do resgate ser pago e o prazo acabar, foram cercados pela polícia no povoado Barra Salgada, município de Aquidabã. No tiroteio um soldado foi morto, e Adão Freire conseguiu fugir e teve que se esconder num paiol de algodão, pois fora confundido com um dos bandidos. Após a fuga foi reconhecido e solto pelos soldados.

## Geografia
Localizado na região nordeste do estado de Sergipe, Amparo de São Francisco faz divisiva com Canhoba a oeste e com Telha a leste e sul. Seu limite ao norte é com o estado de Alagoas, do qual está separado pelo rio São Francisco. A sede do município encontra-se a uma altitude de 51 metros.
O município possui temperatura média anual de 26 °C, precipitação de chuvas média de 800 mm/ano e período chuvoso de março a agosto (inverno-outono). O relevo é formado por colinas e tabulares. Os solos são rasos, não alagados e férteis (litólicos eutróficos), cobertos por vegetação de campos limpos e campos sujos. O município está inserido na bacia hidrográfica do rio São Francisco. Além do rio São Francisco, o rio Salgado constitui outro rio principal.

## Política
De acordo com a Constituição de 1988, Amparo de São Francisco está localizado em uma república federativa presidencialista. Foi inspirada no modelo estadunidense, no entanto, o sistema legal brasileiro segue a tradição romano-germânica do Direito positivo. A administração municipal se dá pelo poder executivo e pelo poder legislativo.
O atual prefeito de Amparo de São Francisco é Franklin Freire, filiado ao PR. Ele assumiu o cargo em 2017, após vencer as eleições municipais de 2016 com 1.497 votos (64.14% do total). O poder legislativo é exercido pela câmara municipal, composta atualmente por nove vereadores. Amparo é o município sergipano que tem o menor eleitorado; nas eleições de 2016, havia apenas 2.569 eleitores.

## Economia
A receita do município é gerada principalmente pela atividade agrícola e pecuária. Os principais produtos agrícolas são: o milho, a manga, a mandioca, o arroz e o feijão, enquanto os maiores rebanhos são de bovinos, suínos, equinos e ovinos. Na avicultura os principais efetivos são os galináceos. A indústria local entrou em decadência na década de 1980, permanecendo o comércio na região.

## Cultura
No mês de fevereiro é comemorada a festa da padroeira do município, Nossa Senhora do Amparo. Também acontece apresentações de grupos folclóricos como o Samba de Coco do Mussuca, Cacumbi do Mestre Dêca, Guerreiro de Bom Jesus e Reisado de São Benedito. Nos meses seguintes comemoram-se o dia de São José, a Semana Santa e o São João.[carece de fontes?]
A amparense Maria Feliciana dos Santos, tornou-se conhecida nacionalmente devido a sua alta estatura. Com 2,25 metros de altura, ela foi jogadora de basquete e atração de circo. Em 1961, foi coroada no programa do Chacrinha, como a "Rainha da Altura". Ela foi considerada a "Mulher Mais Alta do Brasil".
Os principais pontos turísticos de Amparo são a prainha e os sítios defronte ao rio. Na cidade, também saboreiam os deliciosos pratos à base de peixe-frito, moqueca e mariscos.[carece de fontes?]

## Educação
Projeto Viajando na Leitura de Amparo do São Francisco - Sergipe.

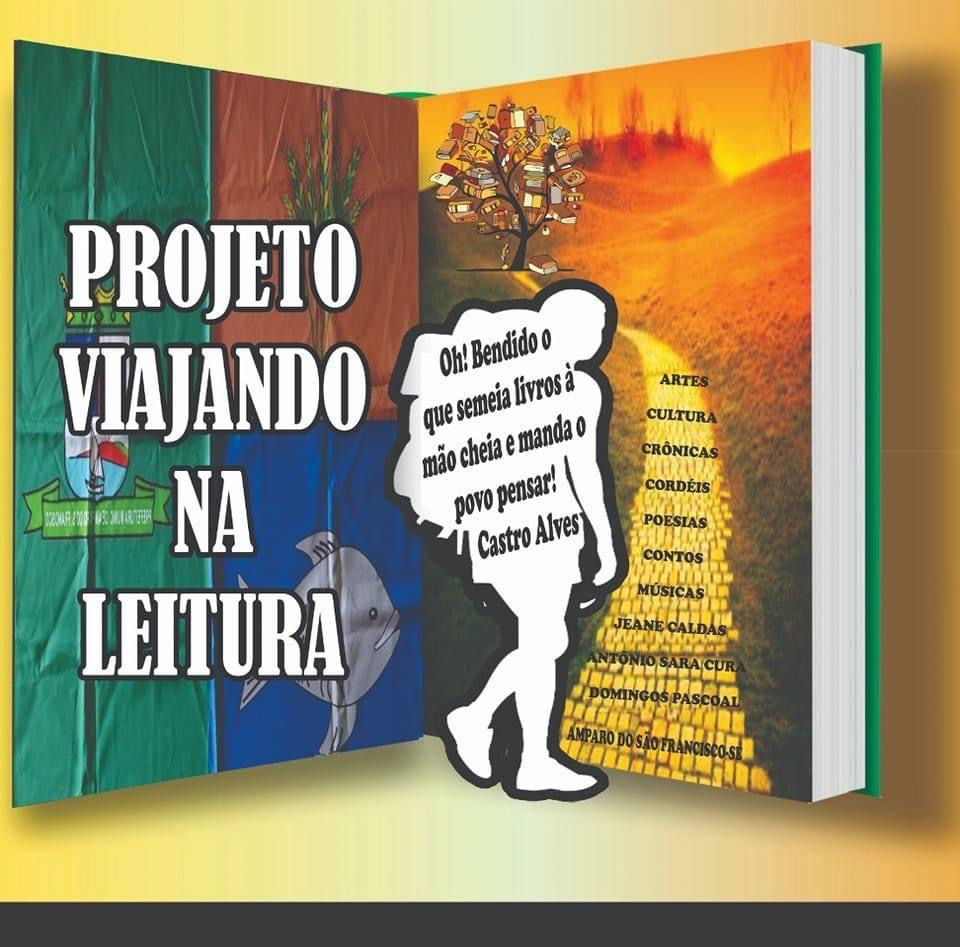
Projeto Viajando na Leitura do Amparo de São Francisco Sergipe

O Projeto Viajando na Leitura nasceu a partir da percepção do pouco interesse pela leitura ocasionado pelos nossos alunos diante da avalanche da tecnologia e do uso excessivo dos celulares e outros meios midiáticos. Neste sentido, em 2019 enchemos uma mala de livros que é o nosso “carro chefe” e saímos por algumas escolas levando contações de histórias e teatros objetivando despertar neles o gosto pela leitura, o amor aos livros e a importância de se adquirir o hábito de ler. O Projeto foi tomando uma proporção tão grande que tivemos que ampliá-lo por toda a rede municipal envolvendo também as turmas do ensino fundamental das séries finais e estimulando à produção textual para inseri-los no universo literário. Na educação infantil é oferecido um leque de imagens de livros para os alunos produzirem seus contos e nós somos seus escribas. 
No ensino fundamental das séries iniciais, eles já leem livros, interpretam, produzem seus contos e poesias e se expressam por meio de desenhos. No fundamental das séries finais existe um grupo de WhatsApp onde semanalmente eles produzem por meio de imagens ou sem imagens. Também produzem contos coletivos e produzem peças teatrais. Em 2021 três integrantes do nosso Projeto tomaram posse na Academia de Letras Estudantil do Município de Japoatã - ALEJ. No início de 2022 fomos agraciados com o Prêmio Oxente Sergipe em Aracaju pelo destaque na Educação. Agora em maio também deste ano recebemos o Certificado de Honra ao Mérito da Academia Gloriense de Letras de Nossa Senhora da Glória por todo trabalho desenvolvido na educação através do incentivo a leitura e a escrita. É de suma importância salientar o sucesso do projeto graças ao apoio e parceria de todos os professores e diretores assim como das famílias dos nossos alunos, sendo estes os protagonistas. A maioria de nossos alunos já publicaram textos poéticos em Antologias pelo Brasil afora desde a educação infantil até as séries finais do ensino fundamental. Realizamos anualmente saraus com declamações, músicas, teatros, exposição de livros artesanais e de poesias. Durante a pandemia fundamos a Biblioteca Comunitária Escritora Jeane Caldas que contém um acervo de mais mil livros de literatura Infantojuvenil.
O Projeto Viajando na Leitura, atualmente, conta com as cinco professoras orientadoras:
Ana Carla Roberto da EMEF Raimundo Martins
Ana Cláudia Araújo da EMEF Ivany da Glória Freire 
Carla Oliveira da Educação Infantil 
Eunice Ramos da EMEF Ivany da Glória Freire 
Mércia Barboza da EMEF Ivany da Glória Freire